# 天津市海河中学
天津市海河中学，简称海河中学，曾用名天津北洋学堂（中西学堂）二等学堂、德华中学堂、大营门中学、天津市第一女子中学，位于中华人民共和国天津市河西区南京路5号，天津市重点中学。1895年，近代实业家、直隶津海关道兼直隶津海关监督盛宣怀在梁家圆博文书院旧址创办，初名天津北洋学堂（中西学堂）二等学堂，学制为四年。1910年，更名为德华中学，寓意“助人为乐”，后引申为“爱人以德”。1924年，该校改为只招收女子，为中华民国北洋政府直隶省省立女子中学。1949年，学校由天津市人民政府接管，更名为“天津市第一女子中学”。1990年被定为市级重点高级中学。
截至2020年，学校校长为魏芙蓉，校党委书记为卞永海。

## 名称沿革
1886年，博文书院创立。1895年10月2日，天津北洋学堂（中西学堂）二等学堂成立，创始人为天津海关总督盛宣怀。1907年，学校归德意志帝国所有，被称作德华中学。1919年，学校归还中华民国北洋政府，易名为大营门中学。1924年，学校校委会决定只招收女子，校名为直隶省第一女子中学。文化大革命后两年，学校决定兼收男生，改名为如今的海河中学。改革开放之后，于1990年被定为市级重点高级中学。同时，在对外交流使用"Haihe High School"作为英文校名。1999年，天津市河西区宁波道中学并入海河中学。2009年，河西中学并入海河中学。